# Mačvanski Pričinović
Mačvanski Pričinović (em cirílico: Мачвански Причиновић) é uma vila da Sérvia localizada no município de Šabac, pertencente ao distrito de Mačva, na região de Mačva. A sua população era de 1595 habitantes segundo o censo de 2011.

## Demografia
| 1948  | 1953  | 1961  | 1971  | 1981  | 1991  | 2002  | 2011  |
| ----- | ----- | ----- | ----- | ----- | ----- | ----- | ----- |
| 2 046 | 2 164 | 2 140 | 2 022 | 2 174 | 2 324 | 1 976 | 1 595 |